# Il corpo sa tutto
Il corpo sa tutto è una raccolta di racconti della scrittrice giapponese Banana Yoshimoto. Pubblicato in Giappone per la prima volta nel 2000 e in Italia nel 2004 da Feltrinelli.

## Composizione
Il libro è composto da 13 brevi racconti che esplorano i temi delle problematiche giovanili apparentemente irrisolvibili, dei traumi psichici e dei drammi.
I racconti contenuti sono:
- Il pollice verde
- Barca
- Il sole del tramonto
- Farfalla nera
- Il signor Tadokoro
- Il pesciolino
- La mummia
- Una sera luminosa
- La voce del cuore
- I fiori e il temporale
- La cucina di papà
- The sound of silence
- Equilibrio

## Edizioni
- Banana Yoshimoto, Il corpo sa tutto, traduzione di Giorgio Amitrano, Feltrinelli, 2004,  pp. 138 pag..